# خالد لویمی
خالد لویمی پژوهشگر و استاد ارتباطات دانشکده خبر اهواز، متولد ۱۳۵۳ در اهواز می‌باشد.
لویمی همچنین در زمینه نویسندگی آثاری همچون کتاب جنب سید خلف که یک مجموعه شامل ۱۲ داستان کوتاه و ۱۳ نثر عربی است که داستانهای آن رئال و به زبان ساده هستند و دربارهٔ مسایل روزمره جامعه اهواز است. شخصیت‌های این کتاب کاملاً ساده و بی‌آلایش بوده و زندگی معمولی دارند و همچنین کتاب شناسایی آب و روشهای تصفیه آن دارد که با استقبال مواجه شده و در نمایشگاه‌های متعددی از ایشان تقدیر بعمل آمده و در زمینه مترجمی و نویسندگی نیز آثاری از خود به جای گذاشته است.
وی از نامزدهای شورای شهر اهواز بوده و در زمینه‌های اجتماعی نیز فعالیت‌هایی گسترده‌ای دارد و از سخنرانان حوزه شبکه‌های اجتماعی و رسانه است.
خالد لویمی در دی ماه سال ۱۳۹۵ به عنوان سرپرست اداره فرهنگ و ارشاد اسلامی اهواز منتسب شد.